# Sympetrum gilvum
Sympetrum gilvum là loài chuồn chuồn trong họ Libellulidae. Loài này được Selys mô tả khoa học đầu tiên năm 1884.